# Polyrhachis leopoldi
Polyrhachis leopoldi är en myrart som beskrevs av Santschi 1932. Polyrhachis leopoldi ingår i släktet Polyrhachis och familjen myror. Inga underarter finns listade i Catalogue of Life.